# 佐々木研
佐々木 研（ささき けん、1944年9月8日 - ）は、東京都出身の俳優。劇団民藝所属。

## 人物
身長171cm。体重65kg。血液型はAB型。
文学座演劇研究所を経て、1970年より劇団民藝に入団。
趣味は釣り、サッカー。

## 出演

### テレビドラマ
- 大河ドラマ
  - 勝海舟 第3話「禁足」（1974年） - 岩田
  - 八代将軍吉宗（1995年） - 藤右衛門
    - 第30話「いろは四十七組」
    - 第31話「目安箱」
    - 第33話「法の矛盾」
- 太陽にほえろ! 第139話「墓穴を掘る」（1975年）
- 伝七捕物帳 第5話「闇に消えた父娘星」（1979年）
- 池中玄太80キロ パートI 第8話「給料日の約束」（1980年）
- パパになりたかった犬 第1話（1984年）
- 土曜ワイド劇場
  - 西村京太郎トラベルミステリー 第25作「東北新幹線 「やまびこ5号」 の殺意」（1994年）
  - 異常犯罪シリーズ“繭の密室”連続殺人事件（1998年）
- その気になるまで 第4話「うしろ姿」（1996年）
- 月曜ドラマスペシャル / 親子弁護士の探偵帖 第3作「恋と罠に落ちて」（1997年） - 林文雄 役
- 仮面ライダーシリーズ
  - 仮面ライダー響鬼 三十六之巻「飢える朱鬼」（2005年） - 神主 役[2]
  - 仮面ライダーカブト 第25話「驕る捜査線」、第26話「激震する愛」（2006年） - 警察署長 役[3]
- 青春の門-筑豊篇-（2005年） - 田川校長 役
- 汚れた舌 第5話「母の罪・娘の罰」・第6話「恨みの苺…」（2005年）
- 火曜サスペンス劇場
  - 弁護士・高林鮎子 第34作「志摩の旅・みえ6号毒殺連鎖〜保険金狙いで魂を売った魔性の女! 完全無欠の時刻表トリックを暴く真珠の涙と男の素顔」（2005年）
  - 下町・銭湯騒動記 第5作「浅草美女の湯殺人事件」（2005年）
- 聖断（2005年） - 梅津美治郎 役
- 慶次郎縁側日記 第2シリーズ 第6話（2005年）
- 柳生十兵衛七番勝負 島原の乱 第4話（2006年）
- 母恋ひの記（2008年）
- さよなら、アルマ〜赤紙をもらった犬〜（2010年）
- 相棒 Season 11 第13話「幸福な王子」（2013年） - 濱田雅志 役

### テレビ番組
- 逆転人生（2020年）

### 映画
- さかなのこ（2022年） - 老夫婦 役

### 舞台
- もう一つの歴史（1971年） - 太田朝敷の伴、農民 役 ※デビュー作[1]
- 大桜剣劇団（1992年） - 青島太郎、勝吉 役
- 吉野の盗賊（1992年） - 厨子太郎 役
- 女たちのまつり（1994年） - 大山宗一 役
- 黄金バット伝説（1995年） - 大矢 役
- 研師源六（1995年 - 2001年） - 權二郎 役
- アンネの日記（1996年） - デュッセル 役
- 火山灰地（2005年） - 佐市 役
- ヨールカの灯り（2013年） - コンスタンチーノフ 役
- 星の牧場（2014年）
- クリームの夜（2015年） - 松本洋介 役
- ペーパームーン（2018年） - 村川守 役
- 新・正午浅草－荷風小伝－（2019年、2022年） - 中年の新聞記者 役
- 熊楠の家（2021年） - 油岩、奥村 役
- どん底―1947・東京―（2022年） - 大久保忠隆 役
- レストラン「ドイツ亭」（2022年） - ムルカ 役
- 私の心にそっと触れて（2023年）
- 煮えきらない幽霊たち（2025年） - 腑分けの老人 役

### CM
- 高橋酒造 「焼酎 白」
- ハナマルキ 「マルダイみそ」

### テレビアニメ
- 日本名作童話シリーズ 赤い鳥のこころ